# Colobochyla ligata
Colobochyla ligata là một loài bướm đêm trong họ Erebidae.